# Terminateur
Ne doit pas être confondu avec Terminator.
Pour la notion de biologie, voir Terminateur (génétique).
 (janvier 2025).

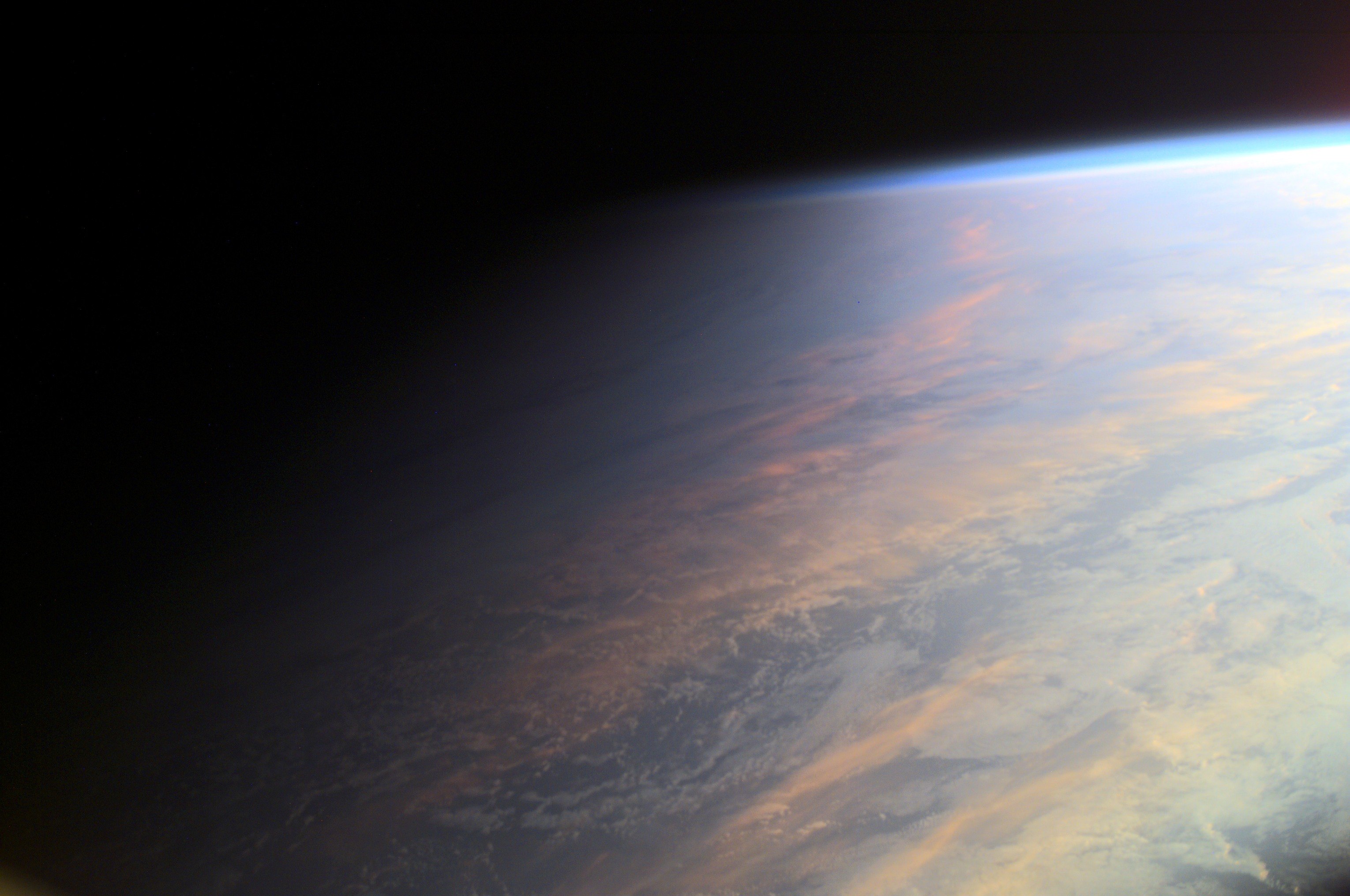
Le terminateur terrestre au-dessus de l'océan, photographié à partir de la Station spatiale internationale en juin 2001.

Le terminateur est une ligne fictive qui sépare les faces éclairées et non éclairées d'un corps céleste.

## Sur Terre

Animation montrant l’évolution saisonnière de la position du terminateur sur Terre au cours de l’année quand il passe le soir (à une heure variable plus précoce en hiver qu’en été) au-dessus d’un point de l’Europe centrale.

Le terminateur sur la Terre est un petit cercle dont le plan est perpendiculaire au plan de l'écliptique et dont la circonférence est à peu près celle de la Terre lorsque celle-ci est éclairée par le Soleil. En dehors des régions polaires, le terminateur passe par n'importe quel point de la surface de la Terre, deux fois par jour : au lever et au coucher du soleil.
Sauf dans les régions polaires en milieu d’été ou d’hiver, lorsque la région est soumise à la nuit ou à l'éclairage du Soleil tout au long d’une journée, on peut mesurer la vitesse de rapprochement d’un des deux points d’intersection du terminateur le long d’un parallèle géographique :
- cette vitesse de rapprochement est maximale en moyenne le long de l’équateur géographique, et atteint près de 1 600 km/h ;
- cette vitesse à l’équateur est maximale aux équinoxes de printemps et d’automne, où elle atteint 1 669,8 km/h (l’axe de rotation de la Terre n'étant plus incliné par rapport au plan de l’écliptique, le terminateur est un méridien et ses points les plus rapides sont aux antipodes le long de l'équateur dont chaque point terminateur fait le tour en 24 heures ; sachant que le rayon de la Terre à l’équateur est voisin de 6 378,1 km, l’équateur a une longueur totale d’environ 40 075 km) ;
- cette vitesse à l’équateur est minimale aux solstices d’été et d’hiver (quand l’inclinaison de l’axe est maximale).

On peut aussi faire cette mesure indépendamment de la saison et de la latitude géographique, en mesurant la vitesse de rapprochement d’un des deux points d'intersection du terminateur avec le grand cercle parallèle au plan de l’écliptique :
- chacun de ces deux points parcours le grand cercle écliptique lui aussi à une vitesse proche des 1 669,8 km/h mesurés à l'équateur géographique aux équinoxes ;
- toutefois la Terre n’est pas parfaitement sphérique mais un peu aplatie aux pôles (du fait même de sa propre rotation, par la force centrifuge qu’elle produit) ; plus l‘inclinaison de l’axe croît, plus l’excentricité du grand cercle écliptique s’accroît, le grand cercle écliptique devenant alors une ellipse dont le périmètre est un peu inférieur à celui de l'équateur :
  - ce périmètre elliptique du grand cercle écliptique (qui reste le lieu sur Terre où le terminateur se rapproche le plus rapidement) atteint sa longueur minimale aux solstices (quand son excentricité est maximale) : la vitesse moyenne de rapprochement du terminateur est donc la plus faible de l’année ;
  - mais la vitesse instantanée de rapprochement du terminateur le long de cette ellipse est maximale aux deux lieux sur Terre où l’ellipse est la plus plate, c’est-à-dire aux deux lieux les plus éloignés de l’équateur géographique et les plus proches à la fois des pôles (ce qui contrebalance la réduction du périmètre du grand cercle écliptique) et du centre de la Terre ;
  - la vitesse de rapprochement la plus élevée est alors celle mesurée quand l’inclinaison terrestre est maximale, le grand cercle écliptique décrit une ellipse de plus forte excentricité, et les deux lieux précédents sont situés le long du tropique du Cancer et du tropique du Capricorne ;
  - aux solstices d'hiver et de printemps, la vitesse de rapprochement du terminateur le long de l’écliptique est même supérieure à la vitesse de rapprochement du terminateur mesurée le long de l’équateur aux équinoxes :
  - le soleil parait traverser le ciel d‘est en ouest et à midi passer au zénith des deux tropiques plus rapidement aux deux solstices d'hiver et d'été qu’il ne le fait aux deux équinoxes de printemps et d’automne, et il semble tarder à se lever ou se coucher lorsque le terminateur traverse ces régions tropicales.

La vitesse de rapprochement du terminateur est minimale et devient nulle en hiver et en été à partir des deux cercles polaires arctique et antarctique et aux latitudes plus élevées jusqu’aux pôles inclus, lorsque le terminateur ne traverse plus ces régions deux fois par jour.

## Sur la Lune

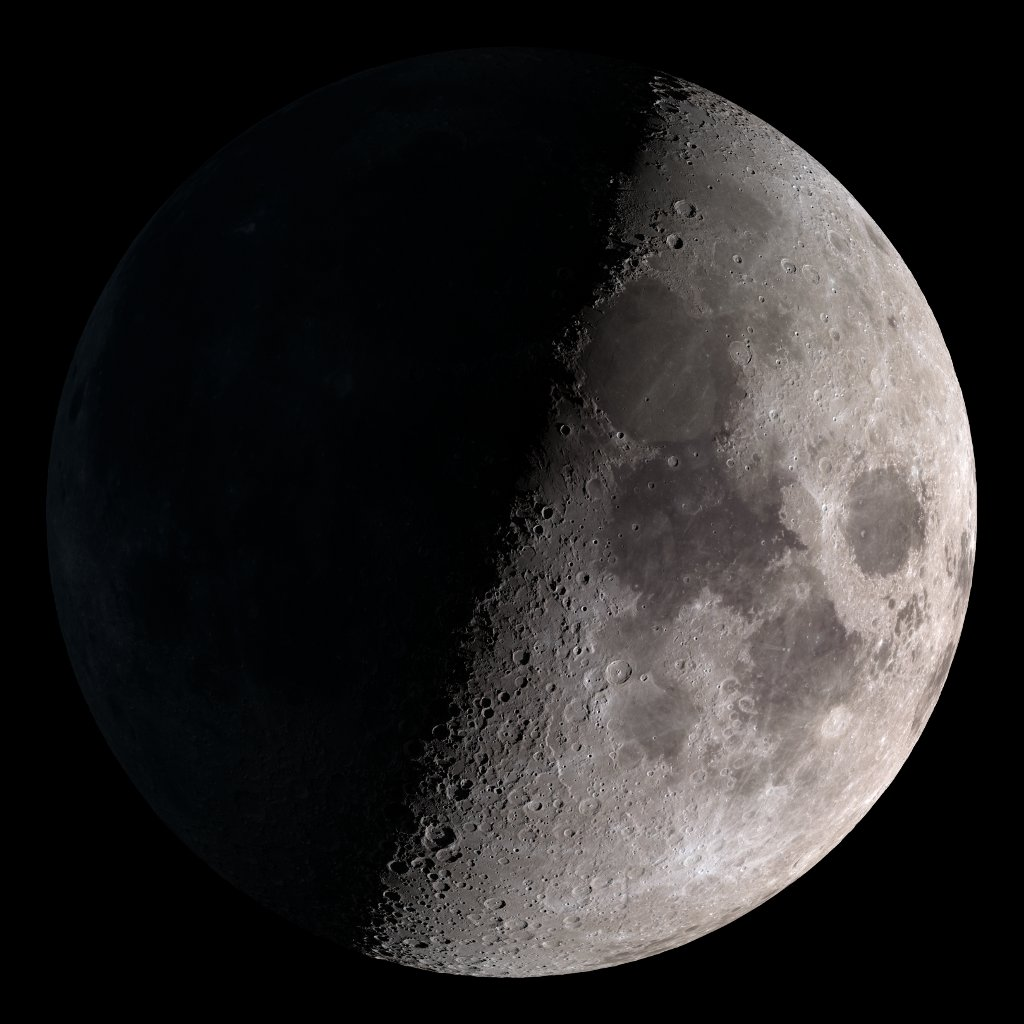
Le terminateur lunaire (lors du premier quartier depuis les Etats-Unis en été).

Le terminateur lunaire, observé pour la première fois à la lunette par Galilée, représente la zone la plus intéressante de la Lune à observer. 
C'est le terminateur qui trace, pour notre perception, le contour des différentes phases de la Lune que nous observons depuis la terre. En raison de la faible élévation du Soleil, les reliefs situés dans cette région sont éclairés en lumière rasante et voient leurs profils accentués, bien délimités par leurs ombres grâce à l'absence de diffusion par une atmosphère.
Le facteur de brillance longitudinale qui représente l'angle idéal d'élévation du Soleil au-dessus des reliefs se situe entre 5° et 15° environ, ce qui procure le maximum de contraste en raison des ombres portées.
Ce fort contraste entre les régions claires et obscures s'étend vers l'est (Lune croissante) ou vers l'ouest (Lune décroissante) sur une distance d'environ 600 km soit 12° de colongitude. Au-delà de ces valeurs le Soleil est à plus de 20° au-dessus de l'horizon et la formation perd tout son relief, excepté les cratères très récents aux remparts élevés dont le fond n'est visible qu'une fois le Soleil assez haut sur l'horizon.
L'inclinaison du terminateur (visible depuis un observateur sur Terre), dépend de l'hémisphère terrestre où il est situé et de la saison : l'inclinaison est minimale aux équinoxes de printemps et d'automne (où elle s'inverse) et s'annule presque totalement toute l'année sur l'équateur terrestre :
- l'inclinaison du terminateur lunaire (et son changement d'orientation selon l'hémisphère nord/sud de l'observateur sur Terre, mais sans changement de sa forme selon la phase lunaire observée partout sur Terre au même instant de la même façon) est également la preuve la plus flagrante (à l’œil nu, sans l'appui d'aucun instrument) de la rotondité de la Terre, puisqu'elle dépend alors directement (à tout instant donné depuis n'importe quel point sur Terre où la Lune est levée) uniquement de la latitude de l'observateur sur Terre. En effet, la Lune est éclairée comme la Terre depuis la même source lumineuse, le Soleil, selon pratiquement la même direction d'éclairement (étant donné la distance qui nous sépare du Soleil qui est considérablement plus grande que celle qui sépare la Terre de la Lune) ;
- et pourtant, partout au même instant sur Terre, on observe les mêmes zones éclairées sur la Lune avec une différence négligeable en termes de luminosité, à peine perceptible pour l’œil humain (sans instrument de mesure précis), cette légère différence de démontrant aussi que la Lune est considérablement plus proche de la Terre que le Soleil et permettant de mesurer de façon précise le rapport entre ceux deux distances (même si cette différence varie un peu selon les saisons car la distance Terre-Soleil varie un peu au cours de l'année et car l'orbite terrestre est légèrement élliptique, la Terre étant actuellement plus éloignée du Soleil durant l'été de l'hémisphère nord et plus proche durant l'hiver), mais largement inférieure à l'effet majeur de l'élévation de la Lune au-dessus de l'horizon (qui dépend de la latitude de l'observateur terrestre) ;
- de même les éclipses lunaires (causées par l'ombre projetée de la Terre) sont observées de la même façon et simultanément sur la Lune (on voit les mêmes zones lunaires s'assombrir) depuis n'importe quel point sur Terre où peut la voir quand elle se produit durant quelques minutes (à la seule différence près de l'inclinaison du terminateur lunaire selon l'hémisphère nord/sud de l'observateur) et on ne peut observer cette éclipse lunaire que dans les six heures avant ou après minuit (en fait un peu moins à cause du relief terrestre qui obstrue une partie de l'horizon selon la géographie environnante du lieu et l'altitude de l'observateur sur Terre, mais aussi des déformations lumineuses irrégulières et instables causées par l'atmosphère terrestre pour les observations de la Lune les plus proches de l'horizon aux heures où la Lune se lève ou se couche).

## Forme

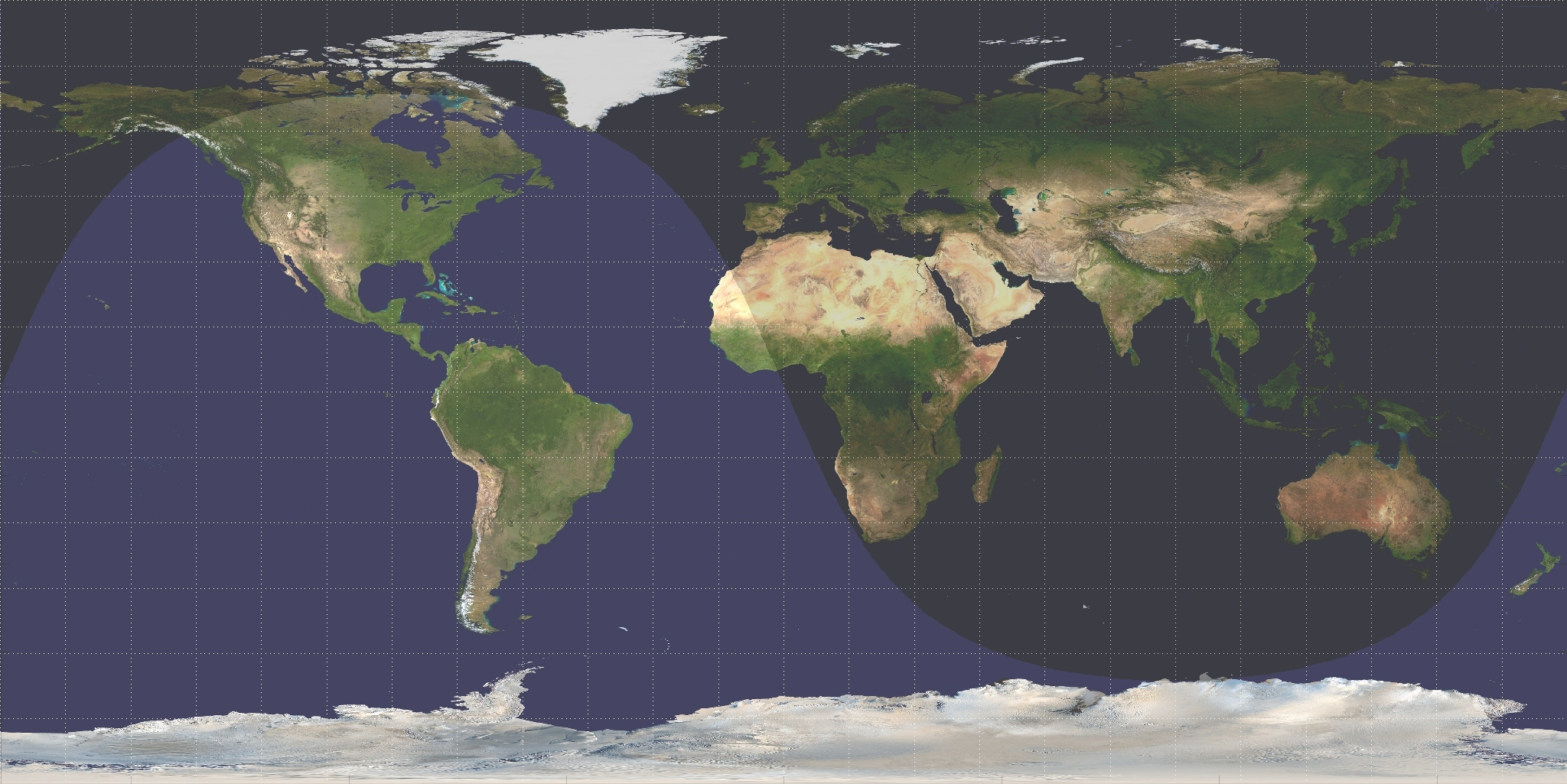
Terminateur sur une projection cylindrique équidistante aux alentours du solstice de décembre vers 18 heures en temps universel.

Géométriquement, le terminateur est le grand cercle perpendiculaire à l'axe planète-Soleil.  Ce grand cercle parcourt une orthodromie suivant l’équation
{\displaystyle {\text{latitude}}=\arctan {\left(\cot {\left({\text{inclinaison}}\right)}\cdot \cos {\left({\text{longitude}}+{\text{phase}}\right)}\right)}}
où
- inclinaison est l’angle d'Inclinaison de l’axe de rotation de la planète sur le plan de son écliptique, qui varie selon la date relative à son année tropique de révolution et selon l’excentricité de l’orbite elliptique de révolution associée, et
- phase est le déphasage horaire dû :
  - d’une part à la rotation propre de la planète (de près de 360° par jour solaire sur cette planète, ce jour solaire étant légèrement différent du jour solaire mesuré car ne tenant pas compte de la course de la planète sur son orbite),
  - et d’autre part à la précession saisonnière liée à la course de la planète le long de son orbite (de 360° au cours de l’année de révolution de la planète autour du Soleil).

Cependant quand l’inclinaison sur l’écliptique devient nulle, l’équation ci-dessus du terminateur n’est plus valable, bien que ce soit encore un grand cercle perpendiculaire à l’axe planète-Soleil : le terminateur est alors simplement le méridien qui parcourt toutes les latitudes aux deux longitudes opposées de chaque côté du déphasage horaire.
Sur Terre,
- l’inclinaison de son axe de rotation sur son plan écliptique varie de façon quasiment sinusoïdale (entre -23,4° et 23,4° environ), car son orbite de révolution a une assez faible excentricité et est donc quasiment circulaire (la Terre subit des variations non circulaires de son orbite principalement à cause de l’effet de gravité de la Lune, l’influence des autres planètes du système solaire étant négligeable, de même que les autres perturbations orbitales produites par l’activité solaire ou les champs de poussière traversés par la Terre) ;
- le déphasage horaire sur Terre croît lui aussi de façon quasi linéaire (de pratiquement 15° par heure) ; on y inclut en effet :
  - d’une part la rotation propre de la planète, quasiment linéaire (elle a une vitesse quasiment constante à sa surface, là où on mesure les longitudes) ; cette vitesse de rotation propre de près de 360° par jour solaire propre)
  - et d’autre part sa précession saisonnière, elle aussi quasiment linéaire (puisque l’excentricité de son orbite est faible, elle ne produit que très peu de décélérations le long de son orbite quand elle s’approche de son plus proche apside — soit son périhélie au début de janvier, soit son aphélie au début de juillet — ni d’accélération quand elle s’en éloigne) ; la précession saisonnière est d’exactement 360° par révolution annuelle, cette année de révolution pour la Terre est voisine de 366,242 2 jours solaires effectifs, une année astronomique dont la durée absolue diminue très lentement et qui est légèrement inférieure à de la moyenne de nos actuelles années calendaires grégoriennes de 365,2425 jours solaires, plus un jour (car la rotation terrestre se fait en précession : les sens de rotation et de révolution vu du Nord du plan de l’écliptique sont opposés, la rotation étant alors perçue dans le sens antihoraire alors que la révolution est perçue dans le sens horaire).
- Toutefois si des mesures de précision sont nécessaires, il faudrait tenir compte :
  - des variations irrégulières de sa vitesse de rotation, ainsi que de l’excentricité de l’orbite terrestre autour du Soleil (qui produit des accélérations et décélérations sur sa précession ainsi que sur les variations sinusoïdales de son inclinaison). Seulement pour le très long terme, les évolutions de son champ magnétique, de celui du Soleil, des éruptions solaires qui projettent des particules chargées piégées aux pôles magnétiques et des autres perturbations gravitationnelles produites par les planètes géantes du système solaire ;
  - de la faible perte de masse progressive (irrégulière) du Soleil, surtout après les éruptions solaires (ce qui réduit la force de gravitation et donc tend à faire s'éloigner la Terre de son orbite ou à s'en rapprocher, selon la direction prise par les éjections de masse solaire, dès lors que cette masse éjectée a traversé l'orbite terrestre puisque alors la force gravitationnelle de cette masse s'annule) et donc à déformer son orbite elliptique de la même façon que la position des planètes géantes ; si on ne peut pas mettre en équation ces éruptions, il y a une équation qui détermine la perte de masse solaire moyenne à long terme ;
  - de l'effet de ralentissement de l'orbite terrestre autour du soleil par frottement sur les vents de particules solaires (surtout les particules chargées captées à grande distance par le champ magnétique terrestre), ce qui tend à faire se rapprocher aussi la Terre du Soleil et réduire sa période de révolution ; pour être précis il faudrait tenir compte aussi de l'évolution majeure du champ magnétique terrestre, qui va très sensiblement modifier la captation des particules solaires chargées : lorsque le champ magnétique terrestre s'inverse, pendant une période il peut pratiquement s'annuler et donc la Terre captera moins de particules solaires et sera moins ralentie dans ces périodes ;
  - du petit angle d’ouverture du cône reliant tangent à la surface du Soleil et celle de la Terre, cet angle ayant pour effet de déplacer légèrement le grand cercle vers la face non éclairée par le Soleil, et d'en réduire légèrement le diamètre — le terminateur n'est donc pas tout à fait un grand cercle, même s’il en est proche (cette différence est cependant souvent très inférieure à la déformation du terminateur produite par le relief terrestre, sauf sur les océans).

## Dans la fiction
- La saga de science-fiction des Chroniques de Riddick utilise de manière originale la notion de terminateur.